# Xiaotong Jiang
Xiaotong Jiang (kinesiska: 小通江) är ett vattendrag i Kina. Det ligger i provinsen Sichuan, i den sydvästra delen av landet, omkring 340 kilometer nordost om provinshuvudstaden Chengdu.
Genomsnittlig årsnederbörd är 1 649 millimeter. Den regnigaste månaden är juli, med i genomsnitt 310 mm nederbörd, och den torraste är december, med 10 mm nederbörd.